# شلومو غورين
شلومو غورين (أو سليمان غورين) (باللغة العبرية:שלמה גורן) و(بالإنجليزية: Shlomo Goren). ولد في بولندا عام 1917 كان الحاخام العسكري الأول في الجيش الإسرائيلي. هو مؤسس الحاخامية العسكرية لقوات الدفاع الإسرائيلي وعمل كما رئيسها. كما أصبح ثالث رئيس لحاخامات اليهود الأشكناز في إسرائيل من 1973 إلى 1983.

## وصلة خارجية
- شلومو غورين نسخة محفوظة 1 أكتوبر 2006 على موقع واي باك مشين.

(بالإنجليزية)